# NHK高校講座
『NHK高校講座』（エヌエイチケイこうこうこうざ）は、NHK教育テレビジョン（NHK Eテレ）およびNHKラジオ第2放送で放送されている高等学校向けの教育講座の番組。

## 概要
この番組は、全国の通信制高校生の自宅学習に役立つことを目的に、1953年4月にラジオ、1959年1月にはテレビで放送が始まった。そのため当初の題名は「通信高校講座」であり、夜間の放送だった。
1982年度に全日制向け「高等学校の時間」の放送枠が縮小されると「通信高校講座」が「高等学校講座」に改題したうえで昼間の放送を開始。その後、全日制と通信制向けの番組統廃合が進み、2003年度から高等学校向け学校放送枠が「NHK高校講座」に統一された。後述のとおり、2000年からは特に定時制・通信制の生徒が秋季から入学・新学年に入る生徒のいることに配慮して、10月を1年の基点とした「高校講座ライブラリー」が放送されている。
通信制高校生以外の高校生の学習にも役立つよう工夫されており、1年間の視聴を通して高校教育課程の基礎を学ぶことができる。
授業放送であるため、高等学校学習指導要領（視覚障害者・聴覚障害者・肢体不自由者・病弱者向けの特別支援学校高等部も含む。NHK高校講座の各番組に加え、自立活動としてストレッチマン・ゴールドとキャラとおたまじゃくし島も併せて放送）に基づいて制作されている。
また、授業の理解を助けるため、NHK学園高等学校で使う教科書を基にして制作した「高校講座テキスト」がNHK出版から発行されていたが、2009年度から全ての科目で休刊になり、高校用検定教科書や高校講座ホームページの各科目にある「学習メモ」を活用することになっている。
講師は、大学と高校の教師が担当している。
以前はテレビでは「教育セミナー」が冠されていたが、2003年度からこのタイトルで統一している。この「高校講座」にタイトルを統一してからは、テレビでの講義では専門の講師（講義により聞き手のアナウンサーも）だけで進行していたものに、タレント・俳優らが加わりバラエティの要素を絡ませるようになった。また、夏休み期間中等に特集として美術など、通常放送されない科目も取り上げられている。これらもNHK学園高校の授業放送であり、単位取得の対象となっている。
番組は指導要領の改訂・NHK学園使用教科書の変更などにより2～3年のペースで作り変えられている。それ以外にも、冥王星の惑星からの除外など、教えている内容に重要な変更が生じた場合は、内容の差し替え・作り変えが行われることがある（地理・歴史科、公民科、理科でよく行われる）。東日本大震災以降に放送された物理科目の放送で原子力発電の仕組みを解説する回では「この番組は震災前に収録されたものである」とのテロップが挿入された。
2008年度制作までの科目では標準画質映像で制作されていた。2009年度以降はハイビジョン放送に切り替わりつつあるものの、本講座の放送中は原則マルチ編成の対象枠とされており、023チャンネルでは「NHK高校講座ライブラリー」として半年遅れの再放送を実施している。ワイド画面ではあるもののハイビジョン画質で放送されることはまれである。ライブラリーが深夜放送であった時分のマルチ放送における023チャンネルではNHKの海外向け番組が放送されていた。
また、アナログ放送においては2010年にレターボックス画面が原則全番組に導入されたが、標準画質で制作された科目は従来通り全画面での放送となっていた。
2011年度以降に制作されたテレビ番組はよりバラエティ色が強くなり有名タレントの出演番組が増えた。それまで講師とタレントが説明役と聞き役を分担し番組進行するスタイルが一般的だったが、2011年以降は番組の進行は芸人やタレントのみで最後に少しだけ講師が登場し番組のまとめをするという形式に変更された。番組によっては講師は全く出演せず番組監修だけの場合もある。番組時間は30分だったものが20分に短縮された。
ラジオ放送では国語表現I、現代社会、コミュニケーション英語II、英語表現Iではゲストである高校生と講師が互いにやりとりをしつつ番組が進行し、その他は講師単独での番組進行となる。国語教科の現代文、古文、漢文は授業で使用する本文をPDFで全文参照することが可能なので教科書なしでも学習が可能である。ラジオの英語教科でも同上。
高校講座の番組はインターネットで視聴可能である。過去にはテレビはWMV、ラジオはWMAでの配信だったが現在はFLVでの配信となっている。スマートフォンやタブレットでも配信を視聴できる。テレビ放送の科目の動画は数分単位に分割され全編をまるまる試聴することができない。テレビ放送と比べると画質が著しく劣るので番組内で提示された文字を視認することが困難な場合も多い。過去の番組は「ライブラリー」として数年間提供されている。なお、この様な事情から2020年3月からサービスを開始した常時同時・見逃し番組配信サービスのNHKプラスではサービス開始前に制作した番組については配信権利の問題から同サービスでは配信していない。
2021年度までテレビの講座は長らく14時台に放送されていたが、2022年度から10時台から11時台に移動させ、7時台から9時台に放送されている幼稚園・小学校向けの放送枠と連続させる。これに併せる形で、023（マルチ3）で放送されている「アーカイブ」の放送も10時台に変更された。なお、「アーカイブ」の放送は2023年9月（2022年度分）を以って終了となった（後述）。
2026年のラジオ第2放送の廃止に伴う具体的な対応は現時点で未発表であるが、2022年よりラジオ放送の一部の講座について、アニメーションを付けることでテレビ番組の体裁の特集番組として放送したり、2025年秋からラジオ講座をFM放送の未明時間帯にも編成するといった動きが見られる。

## 現行開設講座・放送時間
- 「テレビ」はEテレ（021チャンネル）、「ラジオ」はラジオ第2。
- 「種別」は、「一般」が全高校生を対象とした科目、「○○科専攻」は特定の専攻科に在籍する高校生だけを対象とした科目（普通科で行われる場合もある）。
- 各番組に対応する科目はNHK学園高等学校の募集要項に基づく目安。学習指導要領改訂等で常に変動するため、入学年次によって対象番組が決まる。
  - 「設定年」は、当該対応科目を学ぶ生徒の初入学年度を示す。例えば、「2022」であれば2022年（令和4年）以降高校に入学した生徒が当該科目を学ぶことを示す。
- 番組名中の※はNHK独自企画番組で、授業放送としては扱われないことがあるので注意。
- 一覧にない科目については教育課程に入っていないか、面接・実技授業のみで行われる科目である。協力校における受け入れ態勢により、異なる場合がある。

| 教科名    | 番組名                    | 種別                                  | 対応する科目名 令和4年度の課程・学習指導要領に基づく | 対応する科目名 令和4年度の課程・学習指導要領に基づく | 設定年     | 媒体   | 放送時間   | 放送時間      | 回数 |
| --------- | ------------------------- | ------------------------------------- | ---------------------------------------------------- | ---------------------------------------------------- | ---------- | ------ | ---------- | ------------- | ---- |
| 国語      | 言語文化                  | 一般・総合                            | 言語文化                                             | 必修                                                 | 2022       | ラジオ | 金・土     | 20:10 - 20:30 | 84回 |
| 国語      | 言語文化（TV版）          | 一般・総合                            | 言語文化                                             | 必修                                                 | 2024       | テレビ | 不定期     | （20分間）    | 40回 |
| 国語      | 文学国語                  | 一般・専門                            | 文学国語                                             |                                                      | 2022       | ラジオ | 月・火     | 19:30 - 19:50 | 84回 |
| 国語      | 論理国語                  | 一般・専門                            | 論理国語                                             |                                                      | 2022       | ラジオ | 水・木     | 19:50 - 21:10 | 84回 |
| 国語      | 古典探究                  | 一般・専門                            | 古典探究                                             |                                                      | 2022       | ラジオ | 金         | 19:30 - 19:50 | 84回 |
| 国語      | 現代の国語                | 一般・総合                            | 現代の国語                                           | 必修                                                 | 2022       | テレビ | 隔週月     | 10:00 - 10:20 | 20回 |
| 国語      | ※ベーシック国語           | ※中学校国語 基礎復習                  | ※中学校国語 基礎復習                                 | ※中学校国語 基礎復習                                 |            | テレビ | 月         | 10:20 - 10:30 | 40回 |
| 地理 歴史 | 歴史総合                  | 一般・総合                            | 歴史総合                                             | 必修                                                 | 2022       | テレビ | 隔週水     | 10:00 - 10:20 | 20回 |
| 地理 歴史 | 地理総合                  | 一般・総合                            | 地理総合                                             | 必修                                                 | 2022       | テレビ | 隔週水     | 10:00 - 10:20 | 20回 |
| 地理 歴史 | 世界史探求                | 一般・専門                            | 世界史探求                                           |                                                      | 2022       | テレビ | 水         | 10:40 - 11:00 | 40回 |
| 地理 歴史 | 日本史探求                | 一般・専門                            | 日本史探求                                           |                                                      | 2022       | ラジオ | 水         | 19:30 - 19:50 | 42回 |
| 地理 歴史 | ※日本史                   | ※「日本史探求」の補完（過去の再放送） | ※「日本史探求」の補完（過去の再放送）                | ※「日本史探求」の補完（過去の再放送）                |            | テレビ | 水         | 10:20 - 10:40 | 40回 |
| 公民      | 公共                      | 一般・総合                            | 公共                                                 | 必修                                                 | 2022       | テレビ | 隔週月     | 10:00 - 10:20 | 20回 |
| 公民      | 倫理                      | 一般・専門                            | 倫理                                                 |                                                      | 1980       | ラジオ | 金         | 19:50 - 20:10 | 42回 |
| 公民      | 政治・経済                | 一般・専門                            | 政治・経済                                           |                                                      | 1963       | ラジオ | 土         | 19:50 - 20:10 | 42回 |
| 数学      | 数学I                     | 一般・総合                            | 数学I                                                | 必修                                                 | 1956       | テレビ | 月         | 10:30 - 10:50 | 40回 |
| 数学      | 数学A                     | 一般・専門                            | 数学A                                                |                                                      | 1992       | テレビ | 金         | 10:20 - 10:40 | 40回 |
| 数学      | 数学II                    | 一般・総合                            | 数学II                                               |                                                      | 1956       | ラジオ | 水・木     | 19:50 - 20:10 | 84回 |
| 数学      | 数学II（TV版）            | 一般・総合                            | 数学II                                               | テレビ                                               | 1956       | 春夏冬 | （20分間） | 40回          |      |
| 数学      | ※ベーシック数学           | ※中学校数学 基礎復習                  | ※中学校数学 基礎復習                                 | ※中学校数学 基礎復習                                 |            | テレビ | 月         | 10:50 - 11:00 | 40回 |
| 理科      | 科学と人間生活            | 一般・総合                            | 科学と人間生活                                       | NHK学園高では科学と人間生活 +基礎科目1つが必修       | 2013       | テレビ | 隔週金     | 10:20 - 10:40 | 20回 |
| 理科      | 物理基礎                  | 一般・専門                            | 物理基礎                                             | NHK学園高では科学と人間生活 +基礎科目1つが必修       | 2013       | テレビ | 木         | 10:30 - 10:50 | 40回 |
| 理科      | 化学基礎                  | 一般・専門                            | 化学基礎                                             | NHK学園高では科学と人間生活 +基礎科目1つが必修       | 2013       | テレビ | 火         | 10:20 - 10:40 | 40回 |
| 理科      | 生物基礎                  | 一般・専門                            | 生物基礎                                             | NHK学園高では科学と人間生活 +基礎科目1つが必修       | 2013       | テレビ | 火         | 10:00 - 10:20 | 40回 |
| 理科      | 地学基礎                  | 一般・専門                            | 地学基礎                                             | NHK学園高では科学と人間生活 +基礎科目1つが必修       | 2013       | テレビ | 火         | 10:40 - 11:00 | 40回 |
| 理科      | ※ベーシックサイエンス     | ※中学校理科 基礎復習                  | ※中学校理科 基礎復習                                 | ※中学校理科 基礎復習                                 |            | テレビ | 木         | 10:50 - 11:00 | 40回 |
| 保健 体育 | 保健体育                  | 一般・総合                            | 保健、体育                                           | 必修                                                 | 1951       | ラジオ | 水         | 20:10 - 20:30 | 42回 |
| 保健 体育 | 体育実技                  | 一般・総合                            | 体育                                                 | 必修 一部はスクーリングで実施                        | 1951       | テレビ | 夏・冬     | （10分間）    | 10回 |
| 芸術      | 音楽I                     | 一般・専門                            | 音楽I                                                | いずれか一つ必修。 実技の一部はスクーリングで実施    | 1971       | ラジオ | 木         | 20:10 - 20:30 | 42回 |
| 芸術      | 美術I                     | 一般・専門                            | 美術I                                                | いずれか一つ必修。 実技の一部はスクーリングで実施    | 1971       | テレビ | 隔週金     | 11:10 - 11:30 | 20回 |
| 芸術      | 書道I                     | 一般・専門                            | 書道I                                                | いずれか一つ必修。 実技の一部はスクーリングで実施    | 1971       | テレビ | 隔週金     | 11:10 - 11:30 | 20回 |
| 外国語    | 英語コミュニケーションI   | 一般・総合                            | 英語コミュニケーションI                              | 必修                                                 | 2022       | テレビ | 木         | 10:00 - 10:20 | 40回 |
| 外国語    | 英語コミュニケーションII  | 一般・総合                            | 英語コミュニケーションII                             |                                                      | 2022       | ラジオ | 月         | 20:10 - 20:30 | 42回 |
| 外国語    | 英語コミュニケーションIII | 一般・総合                            | 英語コミュニケーションIII                            |                                                      | 2022       | ラジオ | 水         | 19:30 - 19:50 | 42回 |
| 外国語    | 英語表現I                 | 一般・専門                            | 旧英語表現I →論理・表現I                             | NHK学園高では実施せず                                | 2013 →2022 | ラジオ | 火         | 20:10 - 20:30 | 42回 |
| 外国語    | ※ベーシック英語           | ※中学校英語 基礎復習                  | ※中学校英語 基礎復習                                 | ※中学校英語 基礎復習                                 |            | テレビ | 月         | 10:20 - 10:30 | 40回 |
| 家庭      | 家庭総合                  | 一般・総合                            | 家庭総合                                             | 必修                                                 | 2003       | テレビ | 金         | 10:00 - 10:20 | 40回 |
| 情報      | 情報I                     | 一般・総合                            | 情報I                                                | 必修                                                 | 2022       | テレビ | 隔週金     | 10:00 - 10:20 | 20回 |
| 商業      | ビジネス基礎              | 商業科専攻                            | ビジネス基礎                                         | NHK学園高では 普通科相当でも選択科目                 |            | テレビ | 隔週金     | 11:00 - 11:10 | 20回 |
| 商業      | 簿記                      | 商業科専攻                            | 簿記                                                 | NHK学園高では 普通科相当でも選択科目                 |            | テレビ | 夏・冬     | （20分間）    | 20回 |
| 教科外    | 総合的な探究の時間        |                                       | 総合的な探究の時間                                   |                                                      |            | テレビ | 春夏冬     | （20分間）    | 12回 |
| 教科外    | ※仕事の現場real           |                                       | キャリア教育                                         |                                                      |            | ラジオ | 土         | 19:30 - 19:50 | 42回 |

| 教科等 | 番組名         | 種別   | 放送時間 | 放送時間      | 回数 |
| ------ | -------------- | ------ | -------- | ------------- | ---- |
| 国語   | ロンリのちから | テレビ | 隔週金   | 11:00 - 11:10 | 20回 |

### 特記事項
- 「ベーシック○○」シリーズは、中学校での履修内容を高等学校での履修につなげるためのブリッジ番組として企画された。また、知的障害系の特別支援学校高等部の授業番組として放送している。
- 「ロンリのちから」は、NHKが中学生もターゲットにした番組として位置づけている。
- 「英語表現I」は、NHK学園高校では科目として開設していないが、他の通信制高校の一部で採用されているため放送されている。
- 「日本史」は令和4年度の課程・学習指導要領改訂で科目としては消滅したが、後継科目である「日本史探求」がラジオ番組となったことから、補完として放送が継続される。
- 季節限定放送講座は、WEB配信視聴での学習がメインとなる。

## 現在の出演者（講師を除く）
出演者の表記のない番組（ラジオなど）は、講師のみ、もしくは講師と一般の生徒のみの出演となる。

### 現代の国語
2022年度制作
- 向井慧（パンサー）[注 5]
- 石岡飛鳥
- 鈴野いおり
- アイビー愛美
- しゅうせい[注 6]
- ナレーション 秀島史香

### 言語文化
2022年度制作 ラジオ
- 河実里夏
- 木本景子
- 高山久美子 - 朗読
- 松田佑貴 - 朗読

※2024年度に特集番組として制作されたTV版も上記出演者の音源をそのまま使用。画面上の各出演者はアニメーションで表現される。

### 文学国語
2023年度制作 ラジオ
- 松原理子
- 飯田小蒔
- 板原慈永
- 道下きりな
- 国本佳江 - 朗読
- 花田光 - 朗読
- 那波一寿 - 朗読
- 内藤裕子[注 7] - 朗読
- 小口貴子[注 8] - 朗読

### 論理国語
2024年度制作 ラジオ
- 池上菜穂
- 小山りな
- 藤原寛輔
- 水谷咲椰
- 吉野仁香瑠
- 木本景子 - 朗読
- 塚本誠浩 - 朗読

### 古典探究
2024年度制作 ラジオ
- 神谷文乃
- 高山久美子 - 朗読

※2025年度に特集番組として制作されたTV版も上記出演者の音源をそのまま使用。画面上の各出演者はアニメーションで表現される。

### 歴史総合
2022年度制作
- 秋元才加
- 牧田習
- ナレーション 釣谷伸樹

### 世界史探究
2024年度制作
- 山崎怜奈
- 胡桃沢はな
- 高岡ミロ
- 内藤心希
- 野乃ジゼル
- 根岸実花
- 森﨑美月
- ナレーション 小村将

### 日本史
2019年度制作
- 小日向えり
- 市瀬悠也
- 平野詩乃
- ナレーション 岩井証夫

### 日本史探究
2023年度制作 ラジオ
- 森遥香

### 地理総合
2022年度制作
- 井桁弘恵
- 南圭介
- ナレーション 谷地健吾アナウンサー

### 地理探究
2025年度制作
- 松丸亮吾
- 上村佳里奈
- 川口和空
- 近藤結良
- 嶋原叶人
- 西村悠里
- 土方エミリ
- ナレーション 後藤彩佐

### 公共
2022年度制作
- 安斉星来
- ナレーション 桑島法子

### 数学I
2021年度制作
- アイクぬわら[注 9][注 10]
- 酒井蒼澄
- 藤本ばんび
- ナレーション 進藤尚美

### 数学A
2023年度制作
- 宮下結衣
- 庄司浩平
- ナレーション 根岸朗

### 数学II（TV版）
2022年度制作 特集番組扱い
- ナレーション 渡辺ひとみ
- ナレーション 大久保彰絵

※従来のラジオ放送のフォーマットを踏襲し、講師と生徒が声のみで登場。画面上の各出演者はアニメーションで表現される。

### ベーシック数学
2020年度制作
- さくら
- 三浦玄
- ナレーション グローバー

### 科学と人間生活
2021年度制作
- 木村多江
- 中村嘉惟人
- ナレーション 下山吉光

### 物理基礎
2024年度制作
- 岡部七子
- 増井湖々
- ナレーション 大久保利洋

### 化学基礎
2021年度制作
- 鈴木福
- 五十嵐美樹
- ナレーション 梅原裕一郎

### 生物基礎
2023年度制作
- 城夢叶[注 12]
- 久保田真旺
- 中島瑠菜
- ナレーション 小山裕香

### 地学基礎
2025年度制作
- 入来茉里
- 志田音々
- ナレーション 宮永恵太

### 美術I
2021年度制作
- 加藤諒
- ナレーション 森千晃

### 書道I
2025年度制作
- ファーストサマーウイカ
- 斎藤汰鷹
- マーク佳来
- ナレーション 木村昴[注 13]

### 英語コミュニケーションI
2022年度制作
- 鞘師里保
- クリステン・ワッツ
- ナレーション 戸田ダリオ

### 英語コミュニケーションII
2023年度制作 ラジオ
- 山﨑玲奈
- ケイト・J

※2025年度に特集番組として制作されたTV版も上記出演者の音源をそのまま使用。画面上の各出演者はアニメーションで表現される。

### 英語コミュニケーションIII
2024年度制作 ラジオ
- 栗島陽音
- 山田優翔
- サフィヤ

### 論理・表現I
2025年度制作 ラジオ
- 桑原愛佳
- カレン・ヘドリック
- 島田知美 - スキット出演
- ジョナサン・シェア - スキット出演

### ベーシック英語
2016年度制作（苦手を克服!）
- 渡辺直美
- フリップ・C
- 佐伯亮
- 石崎日梨
- ナレーション ミキ・クラーク

### 家庭総合
2024年度制作
- トミヤマユキコ
- 見城裕隆
- 本間愛波
- 藤田倖羽
- ナレーション 石井真

### 情報I
2023年度制作
- マヂカルラブリー
  - 野田クリスタル
  - 村上 ※リポーターを担当
- 正源司陽子（日向坂46）
- ナレーション 村上由利子アナウンサー（第3回を除く）
- ナレーション 近藤泰郎アナウンサー（第3回のみ）

### ビジネス基礎
2023年度制作
- 戸田梨杏
- 原田夕季叶
- ナレーション 小野寺一歩

### 簿記
2016年度制作
- 酒井瞳 - MC[3]
- 石井祥伍
- 松田莉奈
- わたび〜（渡部崇文） - 公認会計士[4]
- ナレーション おまたかな

### 体育実技
2021年度制作（探求する）
- ナレーション 能登麻美子

※登場するのは講師と生徒のみで、後述の「総合的な探究の時間」と同様の構成。

### 保健体育
2022年度制作 ラジオ
- 壇蜜[注 14]

### 総合的な探究の時間
2018年度制作
- ナレーション 島袋美由利

※登場するのは講師と生徒のみで、ドキュメンタリー形式の内容となっている。

### 仕事の現場real
2020年度制作 ラジオ
- 井本彩花
- 米野真織
- 廣村季生

## 過去の出演者（講師を除く）

### 国語表現
2014年度 - 2017年度
- 中江有里
- かもめんたる
- 梅村結衣
- 大野瑞生
- 斉藤圭祐
- 佐藤優津季
- 佐奈宏紀
- 薗佳波
- 中嶋理乃
- モーガン茉愛羅
- 遊馬萌弥
- 吉田秀太郎
- ナレーション 田中杏沙

2018年度 - 2021年度、2023年度
- 足立佳奈
- 駒井蓮
- 髙橋大翔
- 曽根咲桜
- 河野晴日
- 東海林クレア
- 富田明里
- 石田海翔
- ナレーション 悠木碧

### 国語総合
2017年度 - 2021年度 ラジオ
- ミムラ（現：美村里江）
- 春名風花
- ナレーション 細谷佳正

### ベーシック国語
2013年度 - 2016年度（きみのピンチを救う!）
- ゴリ（ガレッジセール）
- 光浦靖子（オアシズ）
- 野添義弘
- 良田麻美
- 岩澤晶範
- スティーブ・ワイリー
- 鈴木かのん
- 福山翔大
- 夏居瑠奈
- ナレーション 並木伸一

2017年度 - 2024年度制作（あらためまして）
- 滝沢カレン
- 土屋伸之（ナイツ）[注 9][注 18]
- ナレーション 小林ゆう

### 現代文
2020年度 - 2023年度 ラジオ
- 内藤裕子
- 那波一寿
- 渡辺小春
- 大屋良介

### 古典
2019年度 - 2023年度 ラジオ
- 高山久美子
- 小幡研二

### 世界史
2004年度 - 2007年度
- 吉村民
- ナレーション 田中秀幸

2008年度 - 2011年度
- 寺田ちひろ
- ナレーション
  - 寺瀬今日子
  - 原亜弥
  - nona
  - 柳沢三千代

2012年度 - 2014年度
- 小日向えり
- ナレーション
  - 奥田民義
  - 朴璐美
  - 池田秀一
  - 能登麻美子
  - 鈴木勝美
  - 井上喜久子
  - 井上麻里奈
  - 飯塚昭三
  - 志賀克也
  - 田中敦子
  - 楠大典
  - 平田広明
  - 小西克幸
  - 立木文彦
  - 井上和彦
  - 森川智之
  - 檜山修之
  - 伊藤美紀
  - 山野井仁
  - 高木渉
  - 家中宏
  - 関智一
  - 置鮎龍太郎
  - 小野大輔
  - 寺島拓篤
  - 山田ルイ53世（髭男爵）
  - 大塚明夫
  - 中田譲治
  - 竹内良太
  - 小杉十郎太
  - 下山吉光
  - 三木眞一郎
  - 水落幸子
  - 田中秀幸
  - 神奈延年
  - 鹿野優以
  - 山口由里子
  - 山田みほ
  - 石川英郎
  - 永井一郎

2015年度 - 2019年度
- 眞鍋かをり
- 永松文太
- ナレーション 山田みほ

2020年度 - 2023年度
- 政井マヤ
- 富田早紀
- 野呂汰雅
- ナレーション 小幡研二

### 日本史
2005年度 - 2008年度
- 小笠原亜里沙
- ナレーション 仮屋昌伸

2009年度 - 2013年度
- 桐島里菜
- ナレーション 吉川恵美子

2014年度 - 2018年度
- 高橋英樹
- 土保瑞希（AKB48）※当時
- 向井地美音（AKB48）
- 込山榛香（AKB48）
- ナレーション 杉村理加

### 地理
2004年度 - 2006年度
- 清水祥恵
- ナレーション 山田美穂（現：山田みほ）

2007年度 - 2010年度
- 香坂夏希
- ナレーション 長嶝高士
- ナレーション 山田美穂（現：山田みほ）

2011年度 - 2013年度
- サンドウィッチマン
- 今野美里

2014年度 - 2017年度
- 中田敦彦（オリエンタルラジオ）
- 山田彩
- ドミニク
- 田中日奈子
- ナレーション 安元洋貴

2018年度 - 2022年度
- 石原良純
- 籠谷さくら
- ナレーション 三浦祥朗

### 数学I
2006年度 - 2009年度
- 高橋あゆみ
- 遠藤紘美
- 田中匡志
- 海宝直人
- ナレーション 久嶋志帆

2010年度 - 2011年度
- 田中えみ
- ナレーション 郡正夫

2012年度 - 2014年度
- 小堺翔太
- 長谷川真優
- ナレーション 宮崎亜友美

2015年度 - 2020年度
- 松本あゆ美
- 山﨑紗彩
- 小味山紗英
- 多堀玲央
- 加藤幹夫
- 奥井亜実
- ナレーション 檜山修之

### 数学基礎
2006年度 - 2009年度
- 鉢嶺杏奈
- フォーンクルック幹治
- ナレーション 昌子洋子

2010年度 - 2012年度
- 和希沙也
- ナレーション 安達忍

### ベーシック数学
2011年度 - 2014年度（チョー基礎から始めよう!）
- 大輪教授
- 蒼あんな
- 蒼れいな
- ナレーション 倖月美和

2015年度 - 2019年度（お悩み解決!）
- けみお
- 石丸佐知
- 小野真弓

### 理科総合A・B
2003年度 - 2005年度
- 安井まみ子
- 目黒裕佳子（現：近衛はな）
- ナレーション 古川登志夫

2006年度 - 2009年度
- 高松知美
- 武田あかり
- 中里真美
- ナレーション 難波圭一

2010年度 - 2012年度
- 麻里奈 A担当
- 本間理紗 B担当
- ナレーション 鈴木博紀 A担当
- ナレーション 住友優子 B担当

### 科学と人間生活
2012年度 - 2014年度
- アンガールズ
- 岡野真也
- ナレーション 浅野真澄

2015年度 - 2020年度
- 正名僕蔵
- 三井理陽
- 泉川実穂
- ナレーション 渡辺真砂子

### 物理
2002年度 - 2004年度
- 礒葉子

2005年度 - 2008年度
- 渋谷桃子
- 山本薫（現：山本かおり）
- 藤本竜輔
- 増尾亮
- ナレーション 羽室満

2009年度 - 2012年度
- 義達祐未
- ナレーション 久嶋志帆

### 物理基礎
2013年度 - 2016年度
- 黒田有彩
- 熊谷知博
- ナレーション 葛谷知花

2017年度 - 2023年度
- 斉藤由貴（第29回まで）
- 佐藤信長
- 福本莉子
- ナレーション 疋田涼子

### 化学
2004年度 - 2007年度
- 友田安紀
- ナレーション 郷里大輔

2008年度 - 2012年度
- 鈴木あきえ
- ナレーション 坂口哲夫

### 化学基礎
2013年度 - 2015年度
- 横畠加奈子
- 高田里穂
- 吉田奈央
- ナレーション 伊倉一恵

2016年度 - 2020年度
- 金子昇
- 水谷駿
- 長谷川眞優
- ナレーション 藤田咲

### 生物
2004年度 - 2006年度
- 梅田陽子
- 三浦圭祐
- 桜木睦子
- ナレーション 銀河万丈

2007年度 - 2010年度
- ナレーション 前田沙耶香

※進行役のタレントは起用されず、その回の講師が番組進行も兼務した。
2011年度 - 2013年度
- 鈴木ちなみ
- ハマカーン
- ナレーション 中村尚子

### 生物基礎
2014年度 - 2017年度
- 八田亜矢子
- 東京アヴァンギャルド
- ナレーション 増谷康紀

2018年度 - 2022年度
- ナレーション さかなクン
- ナレーション 川上まり

※オールロケ形式かつ、出演者は日替わり（その回のテーマを扱う研究者が登場）。

### 地学
2005年度 - 2008年度
- 平野麻樹子
- ナレーション 堀秀行

2009年度 - 2012年度
- 大澤亜季子
- ナレーション 遠藤武

### 地学基礎
2013年度 - 2018年度
- 関口知宏
- 垣内彩未
- ナレーション 市川展丈

2019年度 - 2024年度
- 佐藤藍子
- 仁村紗和
- ナレーション 橋詰知久

### ベーシックサイエンス
2016年度 - 2024年度（実験!発見!科学体験!B-Science!）
- 田畑藤本
- Cupitron
- ナレーション 久嶋志帆

### 美術I
2006年度 - 2010年度
- 村井美樹
- ナレーション 宮本充

2011年度 - 2015年度
- KIKI
- ナレーション 落合弘治
- ナレーション 雨蘭咲木子
- ナレーション 小宮和枝

2016年度 - 2020年度
- シシド・カフカ
- 山口智充[注 9]
- ナレーション 平野史子

### 書道I
2006年度 - 2010年度
- 浜口順子

2011年度 - 2014年度
- 日笠陽子
- ナレーション 西脇保

2015年度 - 2024年度
- 皆藤愛子
- 鍋島稲子
- 古橋舞悠
- 栗原大河
- 黒木うらら
- 清水せれな
- 下国歩夢
- ナレーション 遠藤純平

### 英語I
2007年度 - 2009年度
- 平野正和
- 林祥子
- ウィスナー・ブライアン
- スノードン・エミリ
- ナレーション 中山さら

2010年度 - 2012年度
- スノードン・エミリ
- 小池唯
- 本庄正季
- 優菜
- フォーンクルック幹治
- 大中耀洋
- 儀賀沙柚
- ナレーション 久嶋志帆

### コミュニケーション英語I
2013年度 - 2016年度
- LiLiCo
- 桑代貴明
- 松田梨紗子
- 段文凝

2017年度 - 2021年度
- トレンディエンジェル
- Joann
- 狩野見恭兵
- 犬塚しおり[注 20]
- ナレーション Akira Daniel Duncan

### コミュニケーション英語II
2018年度 - 2022年度 ラジオ
- 白鳥羽純

### コミュニケーション英語III
2019年度 - 2023年度 ラジオ
- 小倉莉子

### ベーシック英語
2012年度 - 2015年度（チョー基礎から始めよう!）
- 篠原ともえ
- マーティ・フリードマン
- 副島淳
- 高嶋香帆
- U字工事

### 英語表現I
2014年度 - 2016年度 ラジオ
- KABA.ちゃん

2017年度 - 2024年度 ラジオ
- 川口ゆりな
- じぇいそん

### 家庭総合
2005年度 - 2007年度
- チョイチャック
  - 伊佐陶太
  - 川合鉄平
- 小林大祐
- 宮本武瑠
- 渕脇玲奈
- 渡辺香織
- ナレーション 磯部弘

2008年度 - 2010年度
- 鈴木コウタ
- 虎南有香
- 池田純
- ナレーション 北島美穂

2011年度 - 2013年度
- 千原せいじ
- May
- 麻生千恵
- 五百旗頭沙希
- 表更紗
- 小野木里奈
- 若林春花
- 中澤耀介
- 安倍龍太郎
- 糟谷健二
- 安岡聖雨
- チアキ・レイシー
- ナレーション 岩見聖次

2014年度 - 2016年度
- パパイヤ鈴木
- 青木さやか
- 足立成
- 尾崎千瑛（現：尾崎由香）
- ナレーション 沖田愛

2017年度 - 2019年度
- 黒沢かずこ（森三中）
- 馬場裕之（ロバート）
- ブラダ
- ナレーション 坂本千夏

2020年度 - 2023年度
- りゅうちぇる（現：ryuchell）
- 稲村絢音
- 海老野心
- くまがいさとし
- 小林ジュリアン
- 高沢英
- 太哉
- ナレーション 奥谷楓

### 情報A
2003年度 - 2004年度
- 鈴木史華
- IKKAN
- 三国由奈（現：小澤真利奈）
- 小田崎諒平
- ナレーション 宮本充

2005年度 - 2008年度
- 浅沼コリン
- 塩山みさこ
- ナレーション 石川悦子

2009年度 - 2013年度
- 河合優
- ナレーション 根本泰彦

### 社会と情報
2013年度 - 2015年度
- 麒麟
- 池澤あやか
- ナレーション 五味真由子
- キャラクター うさぎさん

2016年度 - 2018年度
- 古関れん
- 大関れいか
- スーパー・ササダンゴ・マシン
- ナレーション 竹内良太

2019年度 - 2022年度
- 緑川光
- 柿崎芽実（日向坂46）（第1、2回のみ）[注 22]
- 松田好花（日向坂46）
- ナレーション 戸谷公人[注 23]

### ビジネス基礎
2015年度 - 2018年度
- ブレイク・クロフォード
- ゼガ
- ナレーション 川本克彦

2019年度 - 2022年度
- 前野朋哉
- 濵尾咲綺
- ナレーション 新井里美

### 体を動かすTV
2015年度 - 2020年度
- 中岡創一（ロッチ）
- 敦士
- 生田衣梨奈（モーニング娘。'15）※当時[注 24]
- ナレーション 勝沼紀義
- ナレーション 小林美奈

### 仕事の現場real
2016年度 - 2020年度 ラジオ
- 野呂佳代

## 番組枠の変遷
1953年4月
ラジオ第2で『NHK高等学校講座』放送開始
1959年1月
教育テレビ（Eテレ）開局によりテレビでも放送開始
1963年4月
『通信高校講座』に改題。
1982年4月
『高等学校講座』に改題。
1990年4月
テレビのみ『NHK高校講座』に改題。
1991年4月
ラジオも『NHK高校講座』に改題、テレビは『教育セミナー（NHK高校講座）』に改題。
2003年4月
テレビを『NHK高校講座』に戻す。

## 講座一覧
- 表中「設定年」は、高等学校学習指導要領の改訂により番組に対応する当該対応科目の授業を受ける生徒の初入学年次を表す。
- 「媒体」は「ラジオ」がラジオ第2、「テレビ」がEテレを基本とするが、放送当時Eテレが未整備だった地域では総合テレビで放送された場合があった。
- 「対応科目」が空欄の場合は講座名がそのまま対応科目となる。

### 国語
| 設定年 | 講座名     | 対応科目                     | 媒体        | 年度             |
| ------ | ---------- | ---------------------------- | ----------- | ---------------- |
| 1951   | 国語       | 国語（甲）、国語（乙）、漢文 | ラジオ      | 1953             |
| 1951   | 国語初級   |                              | ラジオ      | 1954 - 1958      |
| 1951   | 国語上級   |                              | ラジオ      | 1954 - 1961      |
| 1956   | 国語甲     | 国語（甲）                   | ラジオ      | 1959             |
| 1956   | 国語甲一   | 国語（甲）                   | ラジオ      | 1960 - 1961      |
| 1956   | 国語甲二   | 国語（甲）                   | ラジオ      | 1960 - 1961      |
| 1956   | 国語一     | 国語（甲）                   | ラジオ      | 1962             |
| 1956   | 国語二     | 国語（甲）                   | ラジオ      | 1962 - 1963      |
| 1963   | 現代国語1  | 現代国語                     | テレビ      | 1963 - 1975      |
| 1963   | 現代国語1  | 現代国語                     | ラジオ      | 1963 - 1981      |
| 1963   | 現代国語2  | 現代国語                     | テレビ      | 1965 - 1975      |
| 1963   | 現代国語2  | 現代国語                     | ラジオ      | 1965 - 1982      |
| 1963   | 現代国語3  | 現代国語                     | テレビ      | 1966 - 1975      |
| 1963   | 現代国語3  | 現代国語                     | ラジオ      | 1966 - 1983      |
| 1982   | 国語I      |                              | テレビ      | 1982 - 1984      |
| 1982   | 国語I      | ラジオ                       | 1982 - 2002 |                  |
| 1982   | 国語II     |                              | ラジオ      | 1983 - 2003      |
| 1982   | 現代文     |                              | ラジオ      | 1984 - 2023      |
| 2003   | 国語総合   |                              | ラジオ      | 2003 - 2021      |
| 2003   | 国語表現I  |                              | ラジオ      | 2004 - 2014      |
| 2013   | 国語表現   |                              | テレビ      | 2014 - 2021,2023 |
| 2022   | 現代の国語 |                              | テレビ      | 2022 -           |
| 2022   | 言語文化   |                              | ラジオ      | 2022 -           |
| 2022   | 言語文化   | テレビ                       | 2024 -      |                  |
| 2022   | 文学国語   |                              | ラジオ      | 2023 -           |
| 2022   | 論理国語   |                              | ラジオ      | 2024 -           |

| 設定年 | 講座名                       | 対応科目         | 媒体   | 年度        |
| ------ | ---------------------------- | ---------------- | ------ | ----------- |
| 1956   | 国語古典                     | 国語（乙）、漢文 | ラジオ | 1962 - 1963 |
| 1963   | 古典乙I古文                  | 古典乙I          | ラジオ | 1964 - 1974 |
| 1963   | 古典乙I古文                  | 古典乙I          | テレビ | 1964 - 1974 |
| 1963   | 古典乙I漢文                  | 古典乙I          | テレビ | 1965 - 1972 |
| 1963   | 古典乙I漢文                  | 古典乙I          | ラジオ | 1965 - 1974 |
| 1973   | 古典I乙漢文                  | 古典I乙          | ラジオ | 1975 - 1981 |
| 1973   | 古典I乙古文                  | 古典I乙          | ラジオ | 1975 - 1981 |
| 1973   | 古典I乙古文                  | 古典I乙          | テレビ | 1975 - 1983 |
| 1982   | 古典                         |                  | テレビ | 1984        |
| 1982   | 教育セミナー「古典への招待」 | 古典             | テレビ | 1985 - 2002 |
| 2003   | 古典                         |                  | ラジオ | 2004 - 2023 |
| 2022   | 古典探究                     |                  | ラジオ | 2024 -      |

| 講座名         | 媒体   | 年度        |
| -------------- | ------ | ----------- |
| ベーシック国語 | テレビ | 2013 - 2024 |
| ロンリのちから | テレビ | 2014 -      |

### 地理歴史
| 設定年 | 講座名                         | 対応科目       | 媒体        | 年度        |
| ------ | ------------------------------ | -------------- | ----------- | ----------- |
| 1963   | 世界史B                        |                | ラジオ      | 1965 - 1973 |
| 1963   | 世界史B                        | テレビ         | 1965 - 1973 |             |
| 1973   | 世界史                         |                | ラジオ      | 1974 - 1981 |
| 1973   | 世界史                         | テレビ         | 1974 - 1984 |             |
| 1982   | 高等学校講座「世界の歴史」     | 世界史         | テレビ      | 1985 - 1989 |
| 1982   | 教育セミナー「歴史で見る世界」 | 世界史→世界史B | テレビ      | 1990 - 2003 |
| 2003   | 世界史                         | 世界史B        | テレビ      | 2004 - 2023 |
| 2022   | 世界史探究                     |                | テレビ      | 2024 -      |

| 設定年 | 講座名                         | 対応科目       | 媒体        | 年度        |
| ------ | ------------------------------ | -------------- | ----------- | ----------- |
| 1956   | 日本史                         |                | ラジオ      | 1960 - 1963 |
| 1963   | 通信高校講座「日本史」         |                | ラジオ      | 1966 - 1981 |
| 1963   | 通信高校講座「日本史」         | テレビ         | 1966 - 1984 |             |
| 1982   | 高等学校講座「日本の歴史」     | 日本史         | テレビ      | 1985 - 1989 |
| 1982   | 教育セミナー「歴史で見る日本」 | 日本史→日本史B | テレビ      | 1990 - 2004 |
| 2003   | 日本史                         | 日本史B        | テレビ      | 2005 -      |
| 2022   | 日本史探求                     |                | ラジオ      | 2023 -      |

| 設定年 | 講座名   | 媒体   | 年度   |
| ------ | -------- | ------ | ------ |
| 2022   | 歴史総合 | テレビ | 2022 - |

| 設定年 | 講座名                           | 対応科目   | 媒体        | 年度        |
| ------ | -------------------------------- | ---------- | ----------- | ----------- |
| 1956   | 人文地理                         |            | テレビ      | 1960 - 1963 |
| 1963   | 地理B                            |            | ラジオ      | 1964 - 1981 |
| 1963   | 地理B                            | テレビ     | 1964 - 1982 |             |
| 1982   | 地理                             |            | テレビ      | 1983 - 1984 |
| 1982   | 高等学校講座「世界・人とくらし」 | 地理       | テレビ      | 1985 - 1989 |
| 1982   | 教育セミナー「世界くらしの旅」   | 地理→地理B | テレビ      | 1990 - 2003 |
| 2003   | 地理                             | 地理B      | テレビ      | 2004 - 2022 |
| 2022   | 地理総合                         |            | テレビ      | 2022 -      |

### 公民
| 設定年 | 講座名     | 対応科目      | 媒体        | 年度        |
| ------ | ---------- | ------------- | ----------- | ----------- |
| 1951   | 一般社会   | 一般社会→社会 | ラジオ      | 1953        |
| 1963   | 政治・経済 |               | テレビ      | 1966 - 1972 |
| 1963   | 政治・経済 | ラジオ        | 1966 - 1981 |             |
| 1963   | 倫理・社会 |               | テレビ      | 1966 - 1972 |
| 1963   | 倫理・社会 | ラジオ        | 1966 - 1981 |             |
| 1982   | 現代社会   |               | ラジオ      | 1982 - 2016 |
| 1982   | 倫理       |               | ラジオ      | 1984 -      |
| 2003   | 政治・経済 |               | ラジオ      | 2009 -      |
| 2022   | 公共       |               | テレビ      | 2022 -      |

### 数学
| 設定年 | 講座名   | 対応科目 | 媒体        | 年度        |
| ------ | -------- | -------- | ----------- | ----------- |
| 1951   | 数学初級 | 一般数学 | ラジオ      | 1954 - 1955 |
| 1956   | 数学I    |          | ラジオ      | 1956 - 1982 |
| 1956   | 数学I    | テレビ   | 1958 -      |             |
| 2003   | 数学基礎 |          | ラジオ      | 2003 - 2005 |
| 2003   | 数学基礎 | テレビ   | 2006 - 2012 |             |

| 設定年 | 講座名  | 対応科目 | 媒体        | 年度        |
| ------ | ------- | -------- | ----------- | ----------- |
| 1956   | 数学II  |          | テレビ      | 1959 - 1962 |
| 1956   | 数学II  | ラジオ   | 1962 - 1963 |             |
| 1963   | 数学IIA |          | テレビ      | 1964 - 1981 |
| 1963   | 数学IIA | ラジオ   | 1964 - 1982 |             |
| 1982   | 数学II  |          | ラジオ      | 1983 -      |
| 1982   | 数学II  | テレビ   | 2022 -      |             |

| 設定年 | 講座名       | 対応科目   | 媒体        | 年度        |
| ------ | ------------ | ---------- | ----------- | ----------- |
| 1951   | 数学上級     | 解析、幾何 | ラジオ      | 1954 - 1955 |
| 1956   | 数学III      |            | ラジオ      | 1956 - 1961 |
| 1956   | 数学III      | テレビ     | 1959 - 1962 |             |
| 1956   | 数学演習     | 応用数学   | テレビ      | 1959 - 1964 |
| 1956   | 数学総合研究 | 応用数学   | テレビ      | 1962 - 1964 |

| 設定年 | 講座名         | 媒体   | 年度        |
| ------ | -------------- | ------ | ----------- |
| 1963   | 数学I入門      | ラジオ | 1964 - 1966 |
| 1963   | 数学I入門      | テレビ | 1964 - 1966 |
| 1982   | 高校数学入門   | ラジオ | 1982 - 2002 |
| 2003   | ベーシック数学 | テレビ | 2011 -      |

### 理科
| 設定年 | 講座名                            | 対応科目                | 媒体   | 年度        |
| ------ | --------------------------------- | ----------------------- | ------ | ----------- |
| 1982   | 理科I                             |                         | テレビ | 1982 - 1984 |
| 1982   | 高等学校講座「科学と人間」        | 理科I                   | テレビ | 1985 - 1989 |
| 1982   | 教育セミナー「ハロー!サイエンス」 | 理科I→総合理科          | テレビ | 1990 - 1994 |
| 2003   | 理科総合A・B                      |                         | テレビ | 2003 - 2012 |
| 2013   | 科学と人間生活                    | 理科総合A・B→（講座名） | テレビ | 2012 -      |

| 設定年 | 講座名                       | 対応科目 | 媒体        | 年度        |
| ------ | ---------------------------- | -------- | ----------- | ----------- |
| 1956   | 高等学校講座（上級）「理科」 | 物理     | テレビ      | 1959 - 1961 |
| 1963   | 物理A                        |          | ラジオ      | 1966 - 1972 |
| 1963   | 物理A                        | テレビ   | 1966 - 1974 |             |
| 1973   | 物理I                        |          | テレビ      | 1975 - 1983 |
| 1982   | 物理                         |          | テレビ      | 1984 - 2012 |
| 2013   | 物理基礎                     |          | テレビ      | 2013 -      |

| 設定年 | 講座名   | 対応科目 | 媒体        | 年度        |
| ------ | -------- | -------- | ----------- | ----------- |
| 1956   | 化学     |          | テレビ      | 1960 - 1963 |
| 1963   | 化学A    |          | ラジオ      | 1965 - 1972 |
| 1963   | 化学A    | テレビ   | 1965 - 1973 |             |
| 1973   | 化学I    |          | テレビ      | 1974 - 1982 |
| 1982   | 化学     |          | テレビ      | 1983 - 2012 |
| 2013   | 化学基礎 |          | テレビ      | 2013 -      |

| 設定年 | 講座名   | 対応科目 | 媒体   | 年度        |
| ------ | -------- | -------- | ------ | ----------- |
| 1956   | 生物     |          | テレビ | 1961 - 1972 |
| 1963   | 生物     |          | ラジオ | 1964 - 1972 |
| 1973   | 生物I    |          | テレビ | 1973 - 1982 |
| 1982   | 生物     |          | テレビ | 1983 - 2013 |
| 2013   | 生物基礎 |          | テレビ | 2014 -      |

| 設定年 | 講座名   | 対応科目 | 媒体        | 年度        |
| ------ | -------- | -------- | ----------- | ----------- |
| 1963   | 地学     |          | ラジオ      | 1964 - 1972 |
| 1963   | 地学     | テレビ   | 1964 - 1974 |             |
| 1973   | 地学I    |          | テレビ      | 1975 - 1981 |
| 1994   | 地学     |          | テレビ      | 1995 - 2012 |
| 2013   | 地学基礎 |          | テレビ      | 2013 -      |

| 講座名               | 媒体   | 年度        |
| -------------------- | ------ | ----------- |
| ベーシックサイエンス | テレビ | 2016 - 2024 |

### 保健体育
| 設定年 | 講座名       | 対応科目   | 媒体        | 年度        |
| ------ | ------------ | ---------- | ----------- | ----------- |
| 1963   | 体育         |            | ラジオ      | 1963 - 1972 |
| 1963   | 体育         | テレビ     | 1963 - 1972 |             |
| 1963   | 保健         |            | テレビ      | 1964 - 1972 |
| 1963   | 保健         | ラジオ     | 1964 - 1972 |             |
| 1973   | 保健体育     | 体育、保健 | ラジオ      | 1973 - 1981 |
| 1994   | 保健体育     | 体育、保健 | ラジオ      | 1994 - 2016 |
| 2013   | 体を動かすTV | 体育       | テレビ      | 2015 - 2020 |
| 2013   | 体育実技     | 体育       | テレビ      | 2021 -      |

### 芸術
| 設定年 | 講座名 | 対応科目 | 媒体   | 年度        |
| ------ | ------ | -------- | ------ | ----------- |
| 1963   | 音楽I  |          | テレビ | 1964 - 1972 |
| 1963   | 音楽I  | ラジオ   | 1964 - |             |

| 設定年 | 講座名 | 対応科目 | 媒体   | 年度        |
| ------ | ------ | -------- | ------ | ----------- |
| 1963   | 美術I  |          | テレビ | 1966 - 1972 |
| 2003   | 美術I  |          | テレビ | 2006 -      |

| 設定年 | 講座名 | 対応科目 | 媒体   | 年度        |
| ------ | ------ | -------- | ------ | ----------- |
| 1963   | 書道I  |          | テレビ | 1965 - 1972 |
| 2003   | 書道I  |          | テレビ | 2006 -      |

### 英語
| 設定年 | 講座名                      | 対応科目                                             | 媒体   | 年度        |
| ------ | --------------------------- | ---------------------------------------------------- | ------ | ----------- |
| 1951   | 英語                        | （外国語）                                           | ラジオ | 1953        |
| 1951   | 英語初級                    | （外国語）                                           | ラジオ | 1954 - 1958 |
| 1956   | 英語I                       | （第一外国語）                                       | ラジオ | 1959 - 1962 |
| 1956   | 英語II                      | （第一外国語）                                       | ラジオ | 1960 - 1963 |
| 1963   | 英語A1                      | 英語A→英語I                                          | ラジオ | 1963 - 1981 |
| 1963   | 英語A1                      | 英語A→英語I                                          | テレビ | 1963 - 1981 |
| 1963   | 英語A2                      | 英語A→英語II                                         | テレビ | 1964 - 1981 |
| 1963   | 英語A2                      | 英語A→英語II                                         | ラジオ | 1964 - 1982 |
| 1963   | 英語A3                      | 英語A→英語IIA・B・C                                  | テレビ | 1965 - 1975 |
| 1963   | 英語A3                      | 英語A→英語IIA・B・C                                  | ラジオ | 1965 - 1983 |
| 1982   | 英語I                       |                                                      | テレビ | 1982 - 2012 |
| 1982   | 英語II                      |                                                      | ラジオ | 1983 - 2013 |
| 1994   | オーラルコミュニケーションA |                                                      | ラジオ | 1994 - 2003 |
| 2003   | オーラルコミュニケーションI |                                                      | ラジオ | 2003 - 2013 |
| 2003   | ベーシック英語              | 「独自番組」→コミュニケーション英語基礎→（設定無し） | テレビ | 2012 -      |
| 2013   | コミュニケーション英語I     |                                                      | テレビ | 2013 - 2021 |
| 2013   | 英語表現I                   |                                                      | ラジオ | 2014 - 2024 |
| 2013   | コミュニケーション英語II    |                                                      | ラジオ | 2014 - 2022 |
| 2013   | コミュニケーション英語III   |                                                      | ラジオ | 2015 - 2023 |
| 2022   | 英語コミュニケーションI     |                                                      | テレビ | 2022 -      |
| 2022   | 英語コミュニケーションII    |                                                      | ラジオ | 2023 -      |
| 2022   | 英語コミュニケーションIII   |                                                      | ラジオ | 2024 -      |
| 2025   | 論理・表現I                 |                                                      | ラジオ | 2025 -      |

| 設定年 | 講座名       | 対応科目       | 媒体   | 年度        |
| ------ | ------------ | -------------- | ------ | ----------- |
| 1951   | 英語上級     | （外国語）     | ラジオ | 1954 - 1961 |
| 1956   | 英文法       | （第一外国語） | テレビ | 1959 - 1962 |
| 1956   | 英作文       | （第一外国語） | テレビ | 1959 - 1962 |
| 1956   | 英文解釈     | （第一外国語） | テレビ | 1959 - 1963 |
| 1956   | 英作文       | （第一外国語） | ラジオ | 1962        |
| 1956   | 英語総合研究 | （第一外国語） | テレビ | 1962 - 1964 |
| 1963   | 英語演習     | 英語B          | テレビ | 1963        |

### 家庭
| 設定年 | 講座名                                 | 対応科目                      | 媒体   | 年度        |
| ------ | -------------------------------------- | ----------------------------- | ------ | ----------- |
| 1963   | 家庭一般                               | 【女子限定】                  | テレビ | 1963 - 1972 |
| 1963   | 家庭一般                               | 【女子限定】                  | ラジオ | 1963 - 1981 |
| 1963   | 食物I                                  | （家政科課程専門科目）        | ラジオ | 1966 - 1972 |
| 1963   | 家庭経営                               | （家政科課程専門科目）        | ラジオ | 1968 - 1972 |
| 1963   | 被服I                                  | （家政科課程専門科目）        | ラジオ | 1968 - 1972 |
| 1963   | 被服I                                  | （家政科課程専門科目）        | テレビ | 1968 - 1972 |
| 1994   | 教育セミナー「おとことおんなの生活学」 | 家庭一般 【ここから男女共修】 | テレビ | 1994 - 2002 |
| 2003   | 家庭総合                               |                               | テレビ | 2003 -      |

### 情報
| 設定年 | 講座名     | 対応科目 | 媒体   | 年度        |
| ------ | ---------- | -------- | ------ | ----------- |
| 2003   | 情報A      |          | テレビ | 2003 - 2013 |
| 2013   | 社会と情報 |          | テレビ | 2013 - 2022 |
| 2022   | 情報I      |          | テレビ | 2023 -      |

### その他
農工商の番組は、いずれも各課程の専門科目である。
| 設定年 | 講座名   | 媒体   | 年度        |
| ------ | -------- | ------ | ----------- |
| 1963   | 農業経営 | ラジオ | 1966 - 1972 |

| 設定年 | 講座名   | 媒体   | 年度        |
| ------ | -------- | ------ | ----------- |
| 1956   | 機械製図 | テレビ | 1960        |
| 1956   | 電気一般 | テレビ | 1960 - 1972 |

| 設定年 | 講座名       | 媒体   | 年度        |
| ------ | ------------ | ------ | ----------- |
| 1963   | 商業一般     | ラジオ | 1966 - 1972 |
| 1963   | 商業簿記     | テレビ | 1966 - 1972 |
| 2013   | ビジネス基礎 | テレビ | 2015 -      |
| 2013   | 簿記         | テレビ | 2016 -      |

| 設定年 | 講座名           | 媒体   | 年度             |
| ------ | ---------------- | ------ | ---------------- |
| 1956   | 通信教育生の生活 | テレビ | 1960 - 1962      |
| 1956   | 通信教育のしおり | ラジオ | 1962 - 1964      |
| 1963   | 特別教育活動     | ラジオ | 1963 - 1972      |
| 1963   | 特別教育活動     | テレビ | 1963 - 1972      |
| 1963   | ホームルーム     | ラジオ | 1965 - 1967      |
| 2013   | 仕事の現場real   | ラジオ | 2016 - 2022,2024 |

| 設定年 | 講座名            | 媒体   | 年度        |
| ------ | ----------------- | ------ | ----------- |
| 2013   | ストレッチマン・V | テレビ | 2013 - 2018 |

## NHK高校講座ライブラリー
2000年10月から2023年9月まで「NHK高校講座ライブラリー」として、各年度の放送を10月スタート（半年遅れ）で再放送していた。これは秋季に入学・進学する生徒が多い通信制や定時制の高校生へ向けての対策として行われていた。
放送機器のメンテナンス（保守）期間（通常は9-10月と2-3月のそれぞれ特定の2週間）があるときは休止。また放送ストックの調整の関係で、年末年始の特別編成期間、および教育テレビでは3月一杯と7月下旬から8月中旬、ラジオ第2では8月中旬からメンテナンス期間である10月上旬の一定期間も放送休止となり、この間の1日の放送終了も早まる。（この期間中、教育テレビでは24時間放送が実施されていたころは代わりに映像散歩が放送されたが、後に放送休止枠（テストパターンなど）になっている。）
2012年4月からは、テレビ放送のみ、本放送と同時間帯でのマルチ編成としEテレ3（023ch、教育テレビのサブチャンネル3）にて放送されるようになった（これによりEテレの通常の放送時間も原則として1:25までに終了する形となった）。ラジオ放送は従来どおり深夜帯であったが、後述の通り2023年9月で放送を終了した。

### 教育テレビ
2006年度までは日曜深夜（月曜未明）除く毎夜2本分ずつ行われたが、2007年度からは月曜から木曜の週4日（3本ずつ）になる。金曜・土曜の放送がなくなるため、教育テレビの放送そのものも短縮となる。2012年からは完全デジタル化のための深夜放送短縮処置に伴い、日中のマルチ編成に時間帯を変更し、金曜の放送が5年ぶりに再開された（後述参照）。
- 月曜、水曜、木曜 14:00 - 15:00（3本分）
- 火曜 14:00 - 15:00（4本分）
- 金曜 14:00 - 15:30（4本分）
  - 月曜：化学基礎、物理基礎、地学基礎
  - 火曜：ベーシック数学、数学I、ベーシック英語、英語I
  - 水曜：ベーシック国語、日本史、科学と人間生活
  - 木曜：地理、世界史、生物
  - 金曜：社会と情報、芸術（美術・書道）、家庭総合、情報A

### ラジオ第2放送
2000年の開始当初から2007年3月までは、多くの中波放送送信所が放送設備点検を行う日曜・月曜の深夜（月曜・火曜未明）は行わず、火曜-土曜深夜（水曜-日曜未明）に1日当たり5本（火曜日は4本で、25:20-35は日本語センター制作の話し言葉講座の番組だった）を放送したが、2007年4月から原則として1日3本分を24:00-25:00（日曜・月曜深夜は24:40までで2本）とするスタイルを定着させるようになった。
その後2007年10月-2009年3月までは火曜-金曜が3本分、土曜-次週月曜までが2本分、2009年4月以後は水曜・木曜が2本分、他の曜日が3本分（1週間全体では19枠）という体裁となった。2010年4月からは定時放送の終了時間繰り上がりのため、最初の番組は日付変更20分前の23:40開始となったが、2017年4月より再び深夜1:00終了に戻ったため、日付が変わった0:00-1:00に放送時間が戻った。（従前どおり日曜日付けは除く）
2013年10月から実施するライブラリーの放送では、日曜日の放送が廃止され、その分水曜・木曜の放送も3本分の編成（1週間全体では18枠で1枠削減）に変更した。
なお、主に毎年2-3月、9-10月の特定期間を中心に、中波ラジオ（第1ラジオを含む）の大規模メンテナンスが行われる場合は一律23時40分終了としたため、この期間は休講となっていた。特に2022年度は放送本数が大幅に削減されたこともあり、月1-2週程度休講となったこともある。
2013年9月まで（2012年度放送分まで）
- 月 - 火、金 - 日曜深夜 23:40 - 0:40（3本分）
- 水 - 木曜深夜 23:40 - 0:20（2本分）
  - 月曜・火曜：現代文、現代社会、英語II
  - 水曜・木曜：保健体育、数学II
  - 金曜：古典、倫理、国語総合
  - 土曜：古典、政治経済、国語総合
  - 日曜：オーラルI、音楽I、国語表現I

2013年10月以後（2013年度放送分以後）
- 月-土曜深夜23:40-0:40（3本分）
  - 月曜：現代文、現代社会、英語II
  - 火曜：現代文、オーラルコミュニケーションI、英語II
  - 水曜：保健体育、数学II、国語表現I
  - 木曜：保健体育、数学II、音楽I
  - 金曜：古典、倫理、国語総合
  - 土曜：古典、政治経済、国語総合

※日曜日のライブラリー放送廃止。

### 放送早見表
Eテレ3（023ch）
| 月                          | 火                   | 時間        | 水                        | 木       | 金                |
| --------------------------- | -------------------- | ----------- | ------------------------- | -------- | ----------------- |
| 英語コミュニケーションI     | 家庭総合             | 10:00-10:20 | 芸術                      | 生物基礎 | 地理総合 歴史総合 |
| ベーシック英語              | ベーシック国語       | 10:20-10:30 | 科学と人間生活 社会と情報 | 化学基礎 | 日本史            |
| 物理基礎                    | 数学I                | 10:30-10:40 | 科学と人間生活 社会と情報 | 化学基礎 | 日本史            |
| 物理基礎                    | 数学I                | 10:40-10:50 | 地理                      | 地学基礎 | 世界史            |
| ビジネス基礎 ロンリのちから | ベーシック数学       | 10:50-11:00 | 地理                      | 地学基礎 | 世界史            |
|                             |                      | 11:00-11:20 |                           |          | 現代の国語 公共   |
| 11:20-11:30                 | ベーシックサイエンス |             |                           |          |                   |

ラジオ第2
| 月                       | 火                       | 水                        | 時間        | 木             | 金       | 土         |
| ------------------------ | ------------------------ | ------------------------- | ----------- | -------------- | -------- | ---------- |
| 現代文                   | 現代文                   | コミュニケーション英語III | 23:40-24:00 | 仕事の現場real | 古典     | 古典       |
| 現代社会                 | 英語表現I                | 数学II                    | 24:00-24:20 | 数学II         | 倫理     | 政治・経済 |
| コミュニケーション英語II | コミュニケーション英語II | 保健体育                  | 24:20-24:40 | 音楽I          | 国語総合 | 国語総合   |

### 放送時間短縮との関連
2008年7月、当時NHK会長だった福地茂雄は定例会見で、環境問題に配慮して教育テレビの更なる放送時間短縮を検討していることを明言した。4月の段階で既に二酸化炭素排出量削減を目的として実施することを番組で明らかにしていた。
それに呼応するかのように、番組のサイトで一般向けにも放送内容のストリーミング配信を行っている（著作権の関係で一部は改変）。午前の学校放送もデジタルコンテンツ化の影響により放送時間が削減されたことから、2007年度分の放送（2008年9月までで終了）をもってライブラリー終了になるのではとの見方もあったが、2008年10月以降も経過措置として放送を継続していた。
しかしNHKは、テレビデジタル化によるメディア体系・コンテンツ提供手段の抜本的見直しを打ち出しており、“NHKオンライン”や“NHKオンデマンド”などによるストリーミング配信を更に強化。ワンセグ放送対応の第三世代携帯電話が徐々に普及していることを受け、ワンセグ放送による独自番組としての提供も選択肢となっており、打ち切りの可能性が消えたわけではなかった。
- 実際に、『ベーシック10』については、デジタル12セグ・アナログではなく、“NHKワンセグ2”でのアンコール放送となった。
- 小学校向けの『学校デジタルライブラリー』は、時間短縮のあおりで教育テレビでの放送が2008年9月で終わっている。BS 2での放送は継続されていた。

そして地上テレビのアナログ放送完全終了に伴い、2012年度改編で遂にテレビの深夜放送は打ち切られ、デジタル放送における本枠をマルチ編成化して12セグデジタルマルチ3チャンネル（デジタル023）における放送へ完全に移行した（基本的に14時台、木曜と金曜は15時台前半も。なおラジオ第2は従来どおり23:40-24:40で維持する）。なお、2011年度はそのテストとして1日の放送開始直後にマルチ編成を利用した裏放送が行われた。ネット利用拡大についても引き続き検討を進めた。
- NHKでは3大都市圏以外でもデジタル放送の深夜完全停波実施を検討しており、その場合連日少なくとも3時間は電波が出ない時間帯が発生することとなり、その分の電力消費が抑えられる計算となる。なおアナログ放送については大半の局で深夜完全停波を実施していた。

そして上述した通り、オンデマンドの普及や、2025年度に予定される中波ラジオの1本化（ラジオ第2を廃止）などを踏まえて、2023年9月の放送をもってライブラリー放送はテレビ・ラジオとも終了された。
2024年度からは代替の一環として、Eテレの早朝の「学び直し・シニアゾーン」の時間帯に高校講座の一部コンテンツが充当されており、水曜に「世界史探究」（2025年度より）、木曜に「日本史」、金曜に「歴史総合」がそれぞれ放送される。放送時間はそれぞれ5:50 - 6:10である。また、2025年度秋季からはラジオ講座を未明時間帯にFMでも放送する予定。

## 高校講座オリエンテーション
2007年度から高校講座とホームページの活用法について紹介する番組「高校講座オリエンテーション」が放送されている。通信制高校についてやその年の新作番組の内容などを紹介する。

### 出演者（講師を除く）

#### 2007年度
- ナビゲーター：村井美樹（美術）

#### 2008年度
3月24日
- 司会：鈴木コウタ（家庭総合）、高松知美（理科総合A・B）
- アシスタント：池田純（家庭総合）
- 出演：鈴木あきえ（化学）、寺田ちひろ（世界史）、虎南有香（家庭総合）

#### 2009年度
3月27日
- 司会：鈴木コウタ（家庭総合）
- マスコットキャラ：チャレベー（声：坂本頼光）
- 出演：桐島里菜（日本史）、義達祐未（物理）、大澤亜希子（地学）

4月10日・4月17日
- 司会：山田五郎、林家きく姫
- 出演：河合優（情報A）

#### 2010年度
4月1日・4月2日・4月9日・4月16日
- 出演：大沢あかね、麻里奈（理科総合A）

#### 2011年度
3月30日・4月1日・4月15日
- 司会：サンドウィッチマン（地理）
- 出演：千原せいじ（家庭総合）、ハマカーン（生物）、蒼あんな（ベーシック数学）、蒼れいな（ベーシック数学）、大輪教授（ベーシック数学）、鈴木ちなみ（生物）、今野美里（地理）、五百旗頭沙希（家庭総合）、安倍龍太郎（家庭総合）

#### 2012年度
3月27日・3月28日・3月29日・4月3日・4月5日・4月6日・4月12日・4月13日
- 司会：アンガールズ（科学と人間生活）
- 出演・ナレーション：日笠陽子（書道）

#### 2013年度
3月27日・4月1日・4月10日
- 司会：ハマカーン（生物）

#### 2014年度
3月26日・3月31日・4月1日・4月10日
- 司会：かもめんたる（国語表現）
- 出演：土保瑞希（AKB48）※当時、向井地美音（AKB48）、込山榛香（AKB48）（日本史）

#### 2015年度
3月25日・4月10日
- 出演：けみお（ベーシック数学）、佐藤優津季（国語表現）、清水せれな（書道I）、大塚麻美、永井美夕

#### 2016年度

##### 高校講座 オリエンテーション2016
3月31日・4月4日・4月8日
- 出演：渡辺直美（ベーシック英語）、中岡創一（ロッチ）（体を動かすTV）、Cupitron（ベーシックサイエンス）

##### 高校講座 学び方ガイド
3月31日・4月8日
- 出演：田畑藤本（ベーシックサイエンス）、Cupitron（ベーシックサイエンス）

#### 2017年度

##### いつでもどこでも高校講座2017
3月27日・4月3日・4月7日
- 出演：トレンディエンジェル（コミュニケーション英語I）

##### いつでもどこでも高校講座2017「NHK高校講座学び方ガイド」
3月27日・4月7日
- 出演：春名風花（国語総合）

#### 2018年度

##### いつでもどこでも高校講座2018
3月30日・4月2日・4月6日
- 出演：石原良純（地理）、足立佳奈（国語表現）

##### いつでもどこでも高校講座2018「NHK高校講座学び方ガイド」
3月30日・4月6日
- 出演：石原良純（地理）

#### 2019年度

##### いつでもどこでも高校講座2019
3月26日・4月5日
- 出演：佐藤藍子（地学基礎）、緑川光[注 27]（社会と情報）

##### NHK高校講座学び方ガイド「NHK高校講座のウワサに迫る!!」
3月26日・4月5日
- 出演：関暁夫
- ナレーション：緑川光（社会と情報）

#### 2020年度
3月23日・3月30日
- 出演：ryuchell（家庭総合）

#### 2021年度
3月26日・4月2日
- 出演：鈴木福（化学基礎）、木村多江（科学と人間生活）、加藤諒（美術I）
- ナレーション：高尾奏音

#### 2022年度

##### いつでもどこでも高校講座2022
3月25日・4月1日
- 出演：秋元才加（歴史総合）、鞘師里保（英語コミュニケーションI）、安斉星来（公共）

##### いつでもどこでも高校講座2022「学習ガイダンス」
3月25日・4月1日
- 出演：鞘師里保（英語コミュニケーションI）

#### 2023年度

##### いつでもどこでも高校講座2023
3月22日・3月29日
- 出演：野田クリスタル、村上、正源司陽子（情報I）、城夢叶（生物基礎）

##### いつでもどこでも高校講座2023 「学習ガイダンス」
3月31日
- 出演：野田クリスタル、村上、正源司陽子（情報I）

#### 2024年度

##### いつでもどこでも高校講座2024
3月21日・3月28日
- 出演：山崎怜奈（世界史探究）、岡部七子（物理基礎）

##### いつでもどこでも高校講座2024 「学習ガイダンス」
3月22日・3月29日
- 出演：山崎怜奈（世界史探究）

#### 2025年度

##### いつでもどこでも高校講座2025
3月23日・3月24日・3月26日
- 出演：ファーストサマーウイカ（書道I）
- ナレーション：小松由佳

##### いつでもどこでも高校講座2024 「学習ガイダンス」
3月28日
- 出演：ファーストサマーウイカ（書道I）

## カズレーザーvs.NHK高校講座
本番組の派生番組として、2021年から特集番組として数回放送され、2022年12月から翌2023年1月までの期間限定でレギュラー放送されたクイズ番組。カズレーザーが本番組を題材にしたクイズに、出題者との1対1形式で挑戦するというもの。

### 出演者
- カズレーザー（回答者）
- 廣瀬智美（NHKアナウンサー。レギュラー放送の出題者）
- ナレーション 窪田等

過去
- 赤木野々花（NHKアナウンサー。特番第1 - 5回の出題者）
- 庭木櫻子（NHKアナウンサー。特番第6 - 7回の出題者）

この他、VTRでは高校講座各番組のレギュラー出演者も随時登場する。

### 放送時間
特集番組時代
- 第1回 - 2021年2月27日（土） 16:30 - 17:00
- 第2回 - 2021年7月2日（金） 22:30 - 23:00
- 第3回 - 2021年7月9日（金） 22:30 - 23:00
- 第4回 - 2021年12月28日（火） 9:00 - 9:30
- 第5回 - 2022年1月2日（日） 21:30 - 22:00
- 第6回 - 2022年2月16日（水） 22:25 - 22:55
- 第7回 - 2022年2月23日（水） 22:25 - 22:55
- （スピンオフ回） カズレーザーvs.高校クイズ研 - 2022年10月8日（土） 16:30 - 17:00

レギュラー放送
- 本放送 毎週土曜 21:30 - 22:00（2022年12月3日 - 2023年1月21日）
- 再放送 翌週土曜未明 0:30 - 1:00（金曜深夜。2022年12月10日 - 2023年1月28日）

| NHK Eテレ 土曜日 21:30 - 22:00                            | NHK Eテレ 土曜日 21:30 - 22:00                               | NHK Eテレ 土曜日 21:30 - 22:00                       |
| 前番組                                                    | 番組名                                                       | 次番組                                               |
| --------------------------------------------------------- | ------------------------------------------------------------ | ---------------------------------------------------- |
| 超多様性トークショー!なれそめ （2022年7月9日 - 11月26日） | カズレーザーvs.NHK高校講座 （2022年12月3日 - 2023年1月21日） | マイケル・サンデルの白熱教室2023 （2023年2月4日 - ） |

## 過去番組
- 番組枠
  - 高等学校の時間（1951年度 - 1996年度）
  - 定時制高校の時間（1960年度 - 1988年度）
  - 高等学校特別シリーズ（1981年度 - 1989年度）
  - ステップ&ジャンプ（1990年度 - 1996年度）
  - スクール五輪の書（1997年度 - 1999年度）
  - ティーンズTV（2000年度 - 2007年度）
- NHK高校講座 関連番組
  - NHK高校講座2.0（2007年度 - 2009年度）
  - NHK高校講座 ベーシック10（2009年度 - 2011年度）